# Нгапакальди
Нгапакальди (англ. Lake Ngapakaldi to Lake Palankarinna Fossil Area) — совокупное название четырёх охраняемых территорий, расположенных в Южной Австралии в пустыне Тирари на северо-востоке штата в регионе Дальний Север. Общая площадь Нгапакальди — 35 км², он находится в 70 км к востоку от озера Эйр и примерно в 100 км на север-северо-восток от населённого пункта Марри.

## Описание

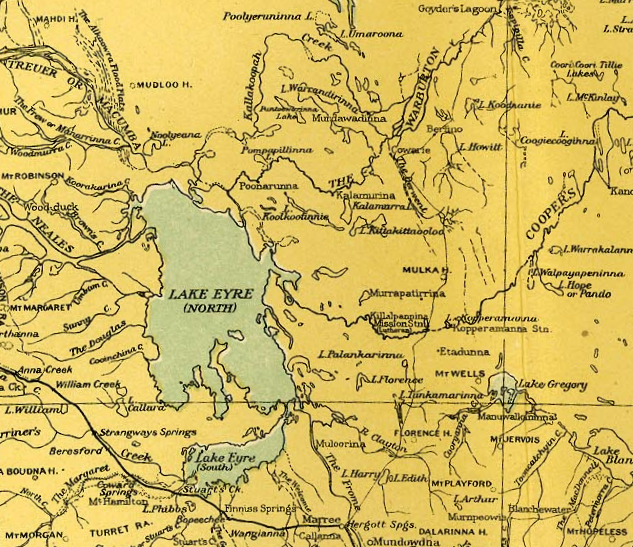
Карта, показывающая расположение озера Паланкаринна

Четыре озера Нгапакальди сгруппированы по два, расстояние между этими группами — примерно 40 км. Вокруг озёр находится множество песчаных дюн и обширное безводное плато. Дно озёр обычно остаётся сухим без растительности. На небольших обрывах, находящихся у западного края озёр, было найдено множество окаменелостей позвоночных третичного периода, датируемых в промежутке от конца Олигоцена до Плейстоцена.
Озёра Кунунка, Питиканта и Нгапакальди лежат на западе земель сельскохозяйственной станции Мулка, часть Нгапакальди заходит на территорию района Лейк-Эйр. Паланкаринна располагается южнее, на территории района Этадунна.
Координаты озёр:
Канунка 28°23′ ю. ш. 138°18′ в. д.,
Нгапакальди 28°17′ ю. ш. 138°17′ в. д.,
Паланкаринна 28°46′ ю. ш. 138°24′ в. д.,
Питиканта 28°21′ ю. ш. 138°18′ в. д..

## Консервация
Все четыре озера входили в Реестр национальных землевладений под номером 5905, куда были внесены 21 октября 1980 года.
Западная половина Паланкаринны и небольшой участок к западу от озера входит в «Резерват окаменелостей „Озеро Паланкаринна“» (англ. Lake Palankarinna Fossil Reserve). Статус был присвоен законом «Об управлении сельскими землями и консервации» 1989 года (англ. Pastoral Land Management and Conservation Act 1989) с целью предотвратить коммерческое использование земель. Резерват окаменелостей получил статус «государственного наследия» в 1993 году.
Канунка, Питиканта и Нгапакальди получили статус государственного наследия в Реестре наследия Южной Австралии в 1997 году. Часть территории Нгапакальди находится на территории национального парка Кати-Танда — озеро Эйр.